# Pelecanus schreiberi
Espèce
Pelecanus schreiberi est une espèce fossile de pélicans. Ses restes fossiles ont été mis au jour dans la formation de Yorktown, en Caroline du Nord. Il a vécu au Pliocène inférieur (Zancléen), soit il y a environ entre 5,333 et 3,600 millions d'années.

## Description
Pelecanus schreiberi était un grand animal, avec des caractéristiques distinctives suggérant que sa lignée s'est éteinte sans descendance.
Découvert en 1972 dans une mine située près d'Aurora, en Caroline du Nord, au sud de la rivière Pamlico, le spécimen holotype est constitué du tiers inférieur droit du fémur d'une femelle pondeuse. La densité de l'os médullaire indiquait ce dernier fait puisqu'il s'agit d'une caractéristique des pélicans femelles en ponte. Les caractéristiques du fémur indiquent que ce pélican était très différent des espèces actuelles. Quelques os de pied ont également été retrouvés. 
Une vertèbre et un quadratum incomplets et sans colonne vertébrale provenant d'une mine du comté de Polk, en Floride, sont provisoirement considérés comme appartenant à la même espèce. Ces restes proviennent de la formation de Bone Valley, qui est presque du même âge que la formation de Yorktown. 
Pelecanus schreiberi a une taille presque égale à celle des plus grands Pélicans blancs ou Pélicans frisés actuels. L'individu retrouvé en Caroline du Nord étant une femelle, un mâle aurait pu être encore plus massif. Pelecanus schreiberi est donc possiblement le plus grand pélican vivant ou fossile jamais enregistré. Quelques espèces fossiles peuvent lui contester ce titre, ainsi un pélican fossile de Nouvelle-Zélande, décrit comme une sous-espèce du Pélican à lunettes ou une mystérieuse espèce du Miocène supérieur d’Ukraine, Pelecanus odessanus.

## Systématique
Le nom valide complet (avec auteur) de ce taxon est Pelecanus schreiberi Olson, 1999,.

### Étymologie
Son épithète spécifique, schreiberi, lui a été donnée en l'honneur de Ralph W. Schreiber (d) (1942-1988), ami de l'auteur et conservateur au Musée d'histoire naturelle du comté de Los Angeles, « spécialiste des pélicans dont la carrière s'est terminée beaucoup trop tôt ».

### Publication originale
- (en) Storrs L. Olson, « A New Species of Pelican (Aves: Pelecanidae) from the Lower Pliocene of North Carolina and Florida », Proceedings of The Biological Society of Washington, États-Unis, vol. 112, no 3,‎ 1999, p. 503-509 (ISSN 0006-324X, e-ISSN 1943-6327, lire en ligne, consulté le 1er octobre 2024).